# Rzeplin (Basse-Silésie)
Pour les articles homonymes, voir Rzeplin.
Rzeplin est une localité polonaise de la gmina de Żórawina, située dans le powiat de Wrocław en voïvodie de Basse-Silésie.